# Evening Standard British Film Award/Bester Film
Evening Standard British Film Award: Bester Film
Gewinner des Evening Standard British Film Awards in der Kategorie Bester Film (Best Film). Der britische Filmpreis kürt die besten landeseigenen Filmproduktionen (auch Koproduktionen) und Filmschaffenden des vergangenen Kalenderjahres und wird in der Regel Anfang Februar vergeben.
Mitte der 1970er Jahre befand sich das britische Kino in einer Krise und es war schwer für die Jury geeignete Preisträger zu finden. So setzte sich bei der Preisverleihung im Jahr 1979 George Lucas’ US-amerikanischer Science-Fiction-Film Krieg der Sterne durch, der fast vollständig mit einer englischen Filmcrew in Londoner Filmstudios realisiert worden war. Im selben Jahr wurde separat als Beste Filmkomödie des Jahres Inspector Clouseau – Der irre Flic mit dem heißen Blick des US-Amerikaners Blake Edwards prämiert, in dem der Brite Peter Sellers die Titelrolle bekleidete. Erst mit der Veröffentlichung von Hugh Hudsons später Oscar-gekröntem Sportlerdrama Die Stunde des Siegers erholte sich die britische Filmindustrie.
Am erfolgreichsten in dieser Kategorie waren Spielfilmproduktionen von John Boorman, Stephen Frears, James Ivory, Mike Leigh und Ken Loach die den Preis bisher je zweimal gewinnen konnten. Elfmal stimmte der Preisträger mit dem späteren BAFTA-Gewinner überein.
| Jahr | Titel                         | Deutscher Verleihtitel                         | Regie                |
| ---- | ----------------------------- | ---------------------------------------------- | -------------------- |
| 1974 | Ryan's Daughter               | Ryans Tochter                                  | David Lean           |
| 1975 | Live and Let Die              | Leben und sterben lassen                       | Guy Hamilton         |
| 1976 | Murder on the Orient Express  | Mord im Orient-Expreß                          | Sidney Lumet         |
| 1977 | Aces High                     | Schlacht in den Wolken                         | Jack Gold            |
| 1978 | A Bridge Too Far              | Die Brücke von Arnheim                         | Richard Attenborough |
| 1979 | Star Wars                     | Krieg der Sterne                               | George Lucas         |
| 1980 | Death on the Nile             | Tod auf dem Nil                                | John Guillermin      |
| 1981 | Yanks                         | Yanks – Gestern waren wir noch Fremde          | John Schlesinger     |
| 1982 | The French Lieutenant's Woman | Die Geliebte des französischen Leutnants       | Karel Reisz          |
| 1983 | Moonlighting                  | Schwarzarbeit                                  | Jerzy Skolimowski    |
| 1984 | The Ploughman's Lunch         | nicht bekannt                                  | Richard Eyre         |
| 1985 | Nineteen Eighty-Four          | 1984                                           | Michael Radford      |
| 1986 | My Beautiful Laundrette       | Mein wunderbarer Waschsalon                    | Stephen Frears       |
| 1987 | A Room with a View*           | Zimmer mit Aussicht                            | James Ivory          |
| 1988 | Hope and Glory                | Hope and Glory                                 | John Boorman         |
| 1989 | A Fish Called Wanda           | Ein Fisch namens Wanda                         | Charles Crichton     |
| 1990 | Henry V                       | Henry V.                                       | Kenneth Branagh      |
| 1991 | The Krays                     | Die Krays                                      | Peter Medak          |
| 1992 | Close My Eyes                 | Schließe meine Augen, begehre oder töte mich   | Stephen Poliakoff    |
| 1993 | Howards End*                  | Wiedersehen in Howards End                     | James Ivory          |
| 1994 | Raining Stones                | Raining Stones                                 | Ken Loach            |
| 1995 | In the Name of the Father     | Im Namen des Vaters                            | Jim Sheridan         |
| 1996 | The Madness of King George**  | King George – Ein Königreich für mehr Verstand | Nicholas Hytner      |
| 1997 | Richard III                   | Richard III.                                   | Richard Loncraine    |
| 1998 | The Full Monty*               | Ganz oder gar nicht                            | Peter Cattaneo       |
| 1999 | The General                   | Der General                                    | John Boorman         |
| 2000 | East is East**                | East is East                                   | Damien O’Donnell     |
| 2001 | Topsy-Turvy                   | Topsy-Turvy – Auf den Kopf gestellt            | Mike Leigh           |
| 2002 | Gosford Park**                | Gosford Park                                   | Robert Altman        |
| 2003 | Dirty Pretty Things           | Kleine schmutzige Tricks                       | Stephen Frears       |
| 2004 | Touching the Void**           | Sturz ins Leere                                | Kevin Macdonald      |
| 2005 | Vera Drake                    | Vera Drake                                     | Mike Leigh           |
| 2006 | The Constant Gardener         | Der ewige Gärtner                              | Fernando Meirelles   |
| 2007 | United 93                     | Flug 93                                        | Paul Greengrass      |
| 2008 | Control                       | Control                                        | Anton Corbijn        |
| 2009 | Hunger                        | Hunger                                         | Steve McQueen        |
| 2010 | Fish Tank**                   | Fish Tank                                      | Andrea Arnold        |
| 2011 | Neds                          | nicht bekannt                                  | Peter Mullan         |
| 2012 | We Need to Talk About Kevin   | We Need to Talk About Kevin                    | Lynne Ramsay         |
| 2013 | James Bond 007: Skyfall**     | James Bond 007: Skyfall                        | Sam Mendes           |
| 2016 | Brooklyn**                    | Brooklyn – Eine Liebe zwischen zwei Welten     | John Crowley         |
| 2017 | I, Daniel Blake**             | Ich, Daniel Blake                              | Ken Loach            |
| 2018 | God’s Own Country             | God’s Own Country                              | Francis Lee          |

* = Filmproduktionen, die später den BAFTA Award als Bester Film des Jahres gewannen

** = Filmproduktionen, die später den BAFTA Award als Bester britischer Film des Jahres gewannen